# Tessier (Saskatchewan)
Tessier es un pueblo canadiense situado en la provincia de Saskatchewan.

## Superficie
Tessier tiene una superficie de 1 km².

## Demografía
En 2021, tenía 25 habitantes, una densidad poblacional de 24,9 hab./km², y 15 viviendas.